# Małgorzata Militz
Małgorzata Maria Militz (ur. 5 marca 1963) – polska doradczyni podatkowa.

## Życiorys
Małgorzata Militz ukończyła ekonomię w Szkole Głównej Planowania i Statystyki w Warszawie (1988), a także studia podyplomowe w zakresie prawa administracyjnego na Wydziale Prawa i Administracji Uniwersytetu Warszawskiego (1998) oraz prawa Unii Europejskiej na Uniwersytecie Mikołaja Kopernika w Toruniu (2003). W 2005 zdała egzamin na doradcę podatkowego.
W 1993 rozpoczęła pracę w dziale podatków pośrednich Urzędu Skarbowego Warszawa-Praga. Po dwóch latach przeszła do działu podatków pośrednich w Izbie Skarbowej w Warszawie, awansując na stanowisku kierownika Oddziału Podatku od Towarów i Usług. W 2014 rozpoczęła pracę w kancelarii GWW Ladziński, Cmoch i Wspólnicy Sp.k. Specjalizuje się w zagadnieniach podatków od towarów i usług. Występuje jako prelegentka, prowadzi szkolenia, jest autorką publikacji fachowych. Od 2011 członkini kolegium redakcyjnego „Przeglądu Podatkowego”.
Kilkukrotnie wyróżniana przez branżowy „International Tax Review”. W konkursie „Dziennika Gazety Prawnej” na najlepszego doradcę podatkowego 2017 zajęła III miejsce w kategorii VAT. W rankingu DGP najważniejszych prawników 2019 znalazła się na 24. miejscu za doprowadzenie do wydania przez Trybunał Sprawiedliwości UE wyroku, zgodnie z którym wykonawca robót budowlanych może przesunąć obowiązek rozliczenia z VAT do momentu podpisania protokołu zdawczo-odbiorczego.

## Publikacje książkowe
- VAT. Wybór orzecznictwa (red.), Wolters Kluwer, 2015.
- Wsparcie udzielone przedsiębiorcom w związku z pandemią covid-19. Rozliczenia i kontrola, Wolters Kluwer, 2021.